# شركة ميتسوبيشي
شركة ميتسوبيشي هي أكبر شركة تجارية في اليابان ( sogo shosha ) وعضو في كيرتسو ميتسوبيشي. توظف الشركة أكثر من 60,000 شخص ولديها سبعة قطاعات أعمال، بما في ذلك التمويل، والمصارف، والطاقة، والآلات، والمواد الكيميائية والموادن الغذائية. 

## روابط خارجية
- الموقع الرسمي